# 虞世基
虞世基（6世紀—618年4月11日），字懋世，會稽餘姚人，隋朝時期人物，虞世南的哥哥。

## 生平
父虞荔，曾任陈国太子中庶子。虞世基幼沉静，喜愠不形于色，博学有高才，兼善草隶。陈灭之后效劳于大隋，任内史省低级文员，贫无产业，后升任内史舍人。炀帝即位，经礼书监柳顾言推荐，升任内史侍郎，得到炀帝重用，专典机密，与纳言苏威、左翊卫大将军宇文述、黄门侍郎裴矩、御史大夫裴蕴等参掌朝政，人称五贵。
辽东之役，进位金紫光禄大夫。615年跟随炀帝北巡雁门，为突厥所围。世基劝帝重为赏格，亲自抚循，又下诏停辽东之事。帝从之，师乃复振。但是围解之后，炀帝又下伐辽之诏。自此朝野离心。616年，炀帝南巡江都，行至巩县，世基以盗贼日盛，请发兵屯洛口仓，以备不患。炀帝不从，说他：“卿是书生，定犹恇怯。”于时天下大乱，世基知帝不可谏止，又联想起高颎、张衡被杀的往事，惧祸及己，唯诺取容，不敢忤意。后来地方许多匪情急报，均被他扣押不报。太仆杨义臣捕盗于河北，降贼数十万，列状上闻。炀帝惊叹道：“我初不闻贼顿如此，义臣降贼何多也！”世基说：“鼠窃虽多，未足为虑。义臣克之，拥兵不少，久在阃外，此最非宜。”炀帝调回杨义臣，放其兵散。越王杨侗遣太常丞元善达穿越农民起义区，来江都奏事，称李密有众百万，围逼京都，贼据洛口仓，城内无食，若陛下速还，乌合必散，不然者，东都决没。边汇报边大哭，炀帝为之动容。世基见帝色忧，进曰：“越王年小，此辈诳之。若如所言，善达何缘来至？”帝乃勃然怒曰：“善达小人，敢廷辱我！”元善达在回程路上被起义军所杀。此后没有人敢向炀帝奏闻起义军事。 
世基妻徐氏，继室孙氏。孙氏携前夫之子夏侯俨入世基家，性骄淫，为其聚敛，鬻官卖狱，贿赂公行，其门如市，金宝盈积。
大業十四年（618年）宇文化及弒殺煬帝前，御史大夫裴蘊知悉陰謀，便假造詔勅命來護兒率兵，在城外捕宇文化及同黨。同時，計劃派遣范富婁閉宮門，以救煬帝，通報虞世基，惜虞世基不信宇文化及會反亂，裴蘊計劃不得實行。宇文化及作亂，虞世基一門全數被殺，虞世南欲代兄死而不得。

## 家族

### 父
虞荔，字山披（虞逊墓志作“山根”），南梁士林馆学士、中书舍人，南陈太子中庶子

### 弟
虞世南，书法家

### 夫人
吴兴沈氏

### 子孙
- 虞熙，隋朝历阳郡功曹、霍邑县令、符玺郎，死於宇文化及叛亂處死。
  - 虞肃，早亡
  - 虞逊，简州刺史[1]
    - 虞思贞
    - 虞氏，嫁银青光禄大夫、和州刺史、上柱国、琅琊县开国伯颜谋道
- 虞柔，宣义郎，死於宇文化及叛亂處死。
- 虞晦，宣义郎，死於宇文化及叛亂處死。

## 延伸阅读
[在维基数据编辑]
 《北史/卷083》，出自李延壽《北史》
 《隋書·卷67》，出自魏徵《隋书》